# Marco Island
Marco Island is een plaats (city) in de Amerikaanse staat Florida, gelegen op een eiland van dezelfde naam in de Golf van Mexico. Bestuurlijk gezien valt het onder Collier County.

## Demografie
Bij de volkstelling in 2000 werd het aantal inwoners vastgesteld op 14.879.

## Geografie
Volgens het United States Census Bureau beslaat de plaats een oppervlakte van
44,3 km², waarvan 27,4 km² land en 16,9 km² water. Marco Island ligt op ongeveer 0 m boven zeeniveau.

## Plaatsen in de nabije omgeving
De onderstaande figuur toont nabijgelegen plaatsen in een straal van 32 km rond Marco Island.